# Luis Federico Leloir

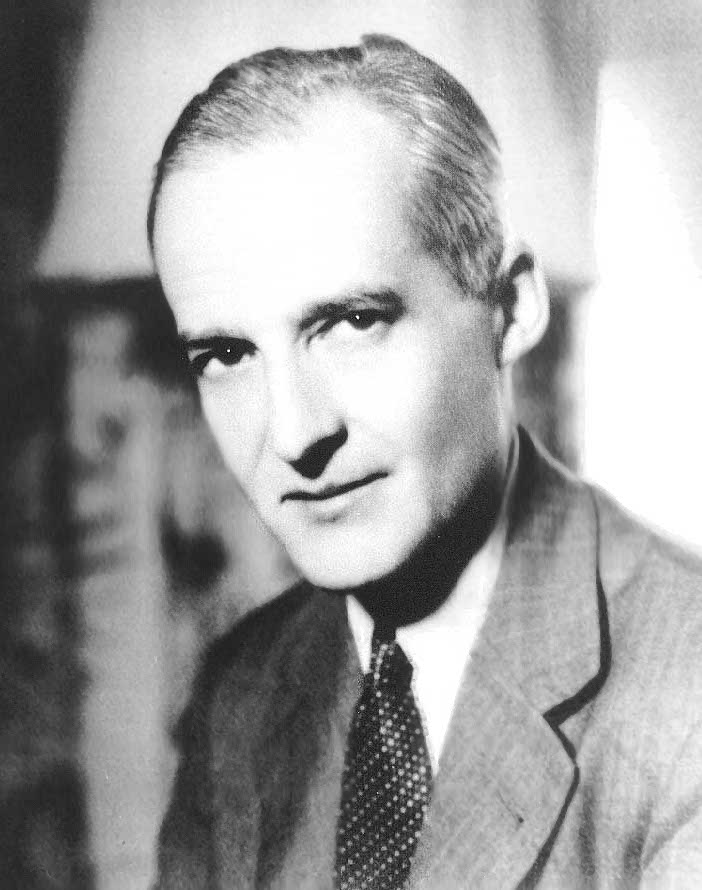
Luis Federico Leloir

Luis Federico Leloir (* 6. September 1906 in Paris; † 2. Dezember 1987 in Buenos Aires) war ein argentinischer Biochemiker, der 1970 den Nobelpreis für Chemie für seine Entdeckung der Zuckernukleotide und ihre Bedeutung für die Synthese von Kohlenhydraten erhielt.

## Biographie
Luis Federico Leloir wurde 1906 in Paris in Frankreich geboren, war also gebürtiger Franzose. Bereits als Kind zog er allerdings mit seinen Eltern nach Argentinien und studierte ab 1924 Medizin an der Universität in Buenos Aires. 1932 promovierte er an derselben und arbeitete danach als Forschungsassistent am Institut für Physiologie der Universität. 1941 wurde er Professor für Physiologie an der Universität Buenos Aires und übernahm ab 1947 die Leitung des Institutes für biochemische Forschung der Fundacion Campomar.

## Werk
Luis Federico Leloir begann in den 1950er Jahren mit seinen Forschungen über Kohlenhydrate und Zuckermoleküle, wobei er sich auf den Stoffwechsel derselben konzentrierte. Er konnte zeigen, dass Polysaccharide, die wie etwa das Chitin oder die Zellulose aus Einzelteilen bestehen, über Zuckernukleotide synthetisiert werden. Er konnte also die Biosynthese dieser Polysaccharide aufklären und dabei auch die einzelnen Enzyme, die für den Aufbau benutzt werden, identifizieren und untersuchen. Er entdeckte unter anderen als erstes bekanntes Zuckernukleotid die Uridindiphosphat-Glucose (UDP-Glucose), welches aus dem Nukleotid aus der Base Uracil und der Ribose, dem Zucker Glukose sowie zwei Phosphatmolekülen besteht.
1953 zeigte Leloir, dass der Glykosylrest der Trehalose bei der Biosynthese durch die UDP-Glucose zur Verfügung gestellt wird. 1955 konnte er dasselbe auch beim Rohrzucker (Saccharose) nachweisen, woraus er ableitete, dass es sich dabei um einen bei allen Zuckersyntheseprozessen vorhandenen Prozess handelt. Nach diesen Forschungen konzentrierte er sich verstärkt auf die Bildung des Glykogen sowie auf die Stärke und konnte auch hier eine analoge Bildung nachweisen.

## Auszeichnungen
1960 wurde Leloir in die National Academy of Sciences, 1961 in die American Academy of Arts and Sciences, 1963 in die American Philosophical Society und 1978 in die Académie des sciences gewählt. 1966 erhielt er den Gairdner Foundation International Award.
1970 erhielt Leloir den Nobelpreis für Chemie, der zuvor noch an keinen Südamerikaner vergeben worden war. 1983 wurde er mit dem Diamond Konex Award der argentinischen Konexstiftung geehrt. 2001 wurde das Campomar Institute of Research in Biochemistry (Instituto de Investigaciones Bioquímicas Fundación Campomar) in Leloir Institute (Instituto Leloir) umbenannt.

### Luis-Federico-Leloir-Preis
Seit 2010 verleiht der argentinische Wissenschaftsminister jährlich den Luis-Federico-Leloir-Preis für „internationale Zusammenarbeit in Wissenschaft und Technologie“ an ausländische Persönlichkeiten. Zu den bisherigen Preisträgern zählen beispielsweise der Diplomat Günter Knieß (2012), der Chemiker Helge Willner (2013), Viktor Klima als Vorsitzender der Deutsch-Argentinischen Vereinigung für Wirtschaft und Technik (ACTAA) (2014), der Biologe Herbert Jäckle (2014) und der Elektrochemiker Wolfgang Schmickler (2017).